# Love Changes (Everything)
Love Changes (Everything) è un brano musicale pop, inciso nel 1987 dal duo musicale britannico Climie Fisher e pubblicato come singolo estratto dall'album Everything. Autori del brano sono Simon Climie, Rob Fisher e Dennis Morgan.
Il singolo, nella ripubblicazione del 1988, raggiunse il secondo posto delle classifiche nel Regno Unito.
Il brano partecipò anche al Festivalbar 1988 e ad Azzurro 1988.

## Tracce
7" (versione 1)
1. Love Changes (Everything) – 4:32
2. Never Close the Show – 4:04

7" (versione 2)
1. Love Changes (Everything) – 4:31
2. This Is Me – 3:47

## Classifiche
| Classifica    | Posizione massima  | Nr. di settimane |
| ------------- | ------------------ | ---------------- |
| Australia     | 23                 | 14               |
| Austria       | 15                 | 16               |
| Belgio        | 29                 | 4                |
| Germania      | 7                  | 17               |
| Nuova Zelanda | 12                 | 15               |
| Regno Unito   | 67 (1987)/2 (1988) |                  |
| Svizzera      | 8                  | 12               |

## Cover
Tra gli artisti che hanno inciso una cover del brano, figurano:
- Jason Donovan[2]
- Musikk feat. John Rock (2005)
- Novaspace[2]